# Carl Galster
Carl Galster (født 28. august 1835 i Nørresundby, død 22. oktober 1891 i København) var en dansk officer og pædagog, bror til Henrik Ludvig Galster og far til Valdemar Galster.
Han var søn af handelsmanden Johan Georg Galster og hustru og blev i sen alder landkadet 1855, 1857 sekondløjtnant i infanteriet, 1864 karakteriseret og 1867 virkelig premierløjtnant, 1876 kaptajn. 1887 afskedigedes han af linjen på grund af alder og stod derefter i forstærkningen til sin død. Galster deltog i 2. Slesvigske Krig og under stormen på Dybbøl 18. april 1864 var han midlertidig kompagnikommandør og havde befalingen i Skanse VIII, hvor han med den øvrige besætning blev taget til fange. Samme år blev han Ridder af Dannebrog.
Efter at have taget hul på officerskarrieren og stationeret i København begyndte Galster at undervise i matematik dels ved skoler, bl.a. Carl Mariboes skole, dels privat. Sammen med svogeren Harald Holbøll grundlagde Galster 1865 et kursus til eksamen ved hærens og flådens officerskoler, til adgangseksamen til universitetet m.m. Anstalten fik betydeligt ry og nåede sit højdepunkt omkring 1880. Hans pædagogiske metoder var originale og hans tålmodighed med eleverne stor.
Galster blev gift 21. december 1862 i Garnisons Kirke med Marie Louise Caroline Cathrine Holbøll (9. juli 1840 på Grønland – 25. november 1922 i København), datter af inspektør i Sydgrønland, kaptajnløjtnant Carl Peter Holbøll (1795-1856) og Hanna Sophie Theresia Petersen (1810-1856).
Han er begravet på Garnisons Kirkegård. Der findes fotografier af Ludvig Hartmann og Fritz Fischer.